# Dudka (województwo mazowieckie)
Dudka – wieś sołecka w Polsce położona w województwie mazowieckim, w powiecie garwolińskim, w gminie Borowie.
| SIMC    | Nazwa   | Rodzaj    |
| ------- | ------- | --------- |
| 0668666 | Wrzosów | część wsi |

W latach 1975–1998 miejscowość administracyjnie należała do województwa siedleckiego.
Wierni Kościoła rzymskokatolickiego należą do parafii Przemienienia Pańskiego w Garwolinie.